# Municipio de Democrat
El municipio de Democrat (en inglés: Democrat Township) es un municipio ubicado en el condado de Carroll en el estado estadounidense de Indiana. En el año 2010 tenía una población de 885 habitantes y una densidad poblacional de 11,5 personas por km².

## Geografía
El municipio de Democrat se encuentra ubicado en las coordenadas 40°28′3″N 86°31′30″O / 40.46750, -86.52500. Según la Oficina del Censo de los Estados Unidos, el municipio tiene una superficie total de 76.97 km², de la cual 76,97 km² corresponden a tierra firme y (0 %) 0 km² es agua.

## Demografía
Según el censo de 2010, había 885 personas residiendo en el municipio de Democrat. La densidad de población era de 11,5 hab./km². De los 885 habitantes, el municipio de Democrat estaba compuesto por el 96,95 % blancos, el 0,23 % eran amerindios, el 2,26 % eran de otras razas y el 0,56 % eran de una mezcla de razas. Del total de la población el 2,94 % eran hispanos o latinos de cualquier raza.